# 359. strelska divizija (ZSSR)
359. strelska divizija (izvirno rusko 359. стрелковая дивизия; kratica 359. SD) je bila strelska divizija Rdeče armade v času druge svetovne vojne.

## Zgodovina
Divizija je bila ustanovljena oktobra 1941 v Krasnodarju.